# Bulzeștii de Sus
Bulzeștii de Sus es una comuna ubicada en el distrito de Hunedoara, Rumania.

## Superficie
Cuenta con una superficie de 110,0 kilómetros cuadrados.

## Demografía
Hasta 2021 la población era de 275 habitantes, con una densidad de población de 2,499 habitantes por kilómetro cuadrado.